# 派西峰

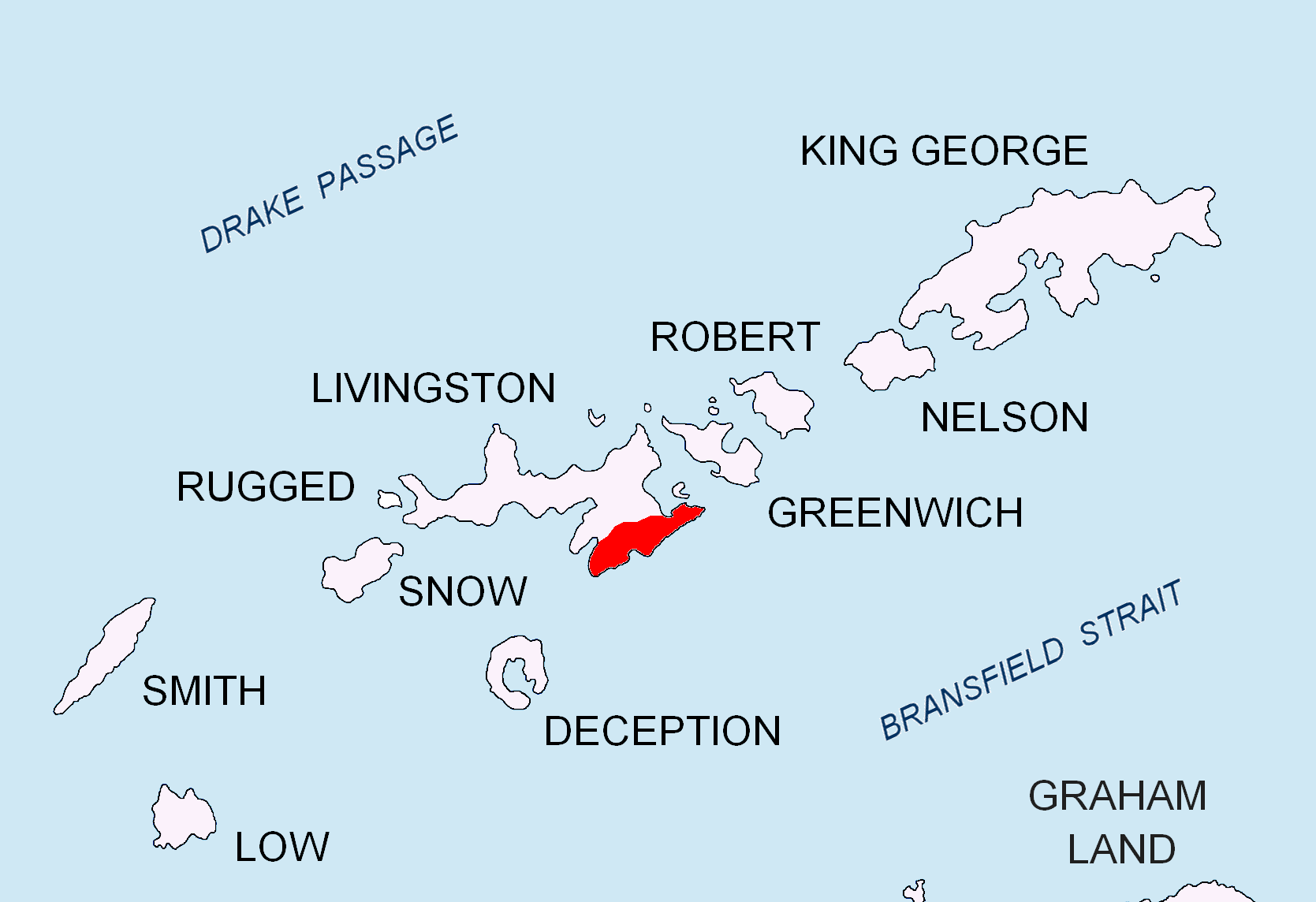

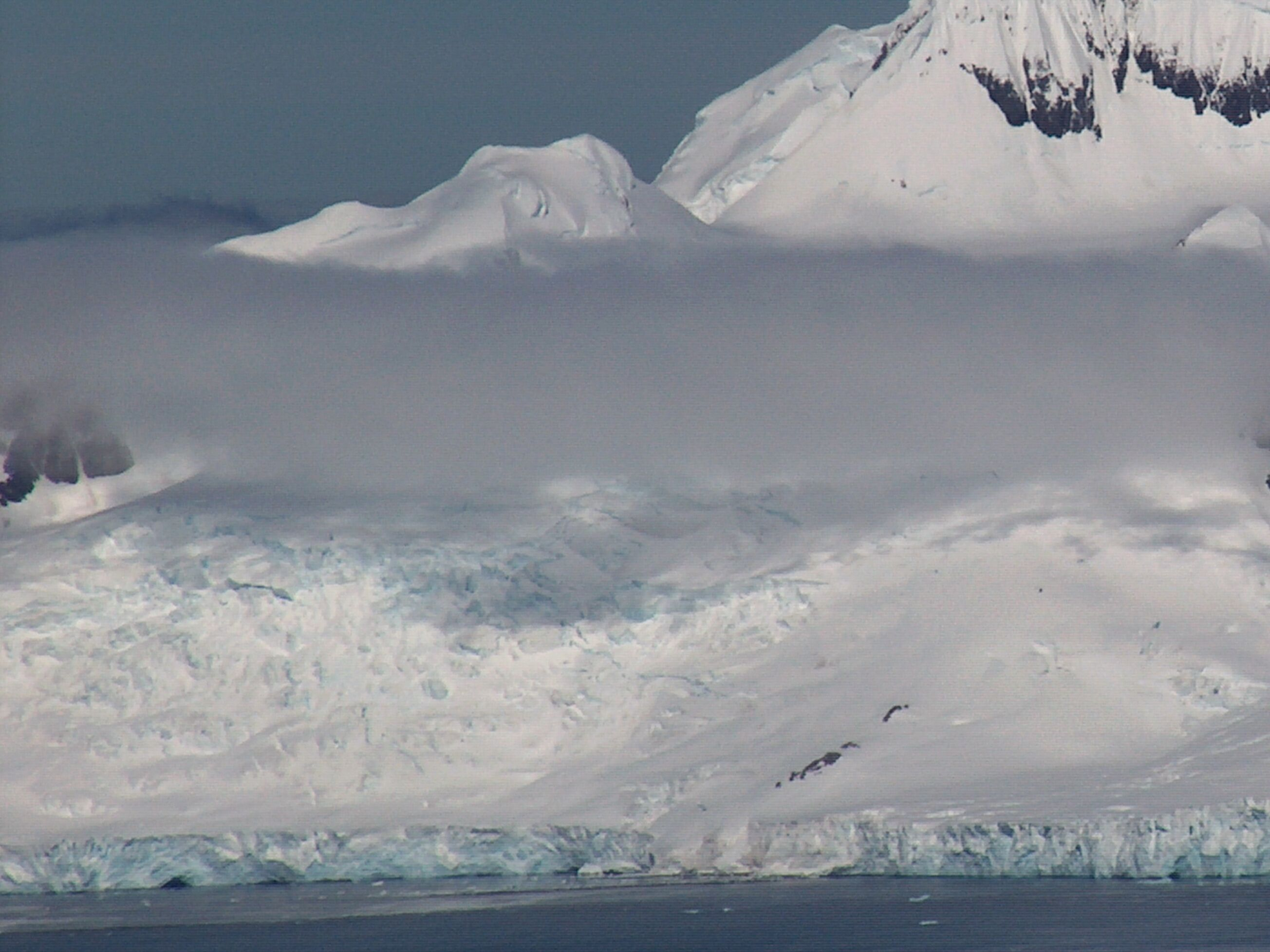

派西峰（英語：Paisiy Peak）是南極洲的山峰，位於南設得蘭群島的利文斯頓島，屬於騰格里山脈中德爾切夫嶺的一部分，海拔高度550米，處於埃萊納峰西北面0.6公里和雷納角西南面5.03公里。

## 外部連結
- SCAR Composite Antarctic Gazetteer（页面存档备份，存于）.

62°37′31.3″S 59°53′49.5″W / 62.625361°S 59.897083°W